# Генбанк
Акціонерне товариство «Генбанк» — засноване 1993 в місті Москва. Центральний офіс банку знаходиться в місті Сімферополь. Другий за величиною банк Республіки Крим та міста федерального значення Севастополь. Опорний банк уряду Криму . Банк здійснює кредитування малого та середнього бізнесу.
Станом на 1 січня 2022 займає 92 місце за активами серед усіх російських банків.

## Історія
У квітні 2014 року «Генбанк» відкрив на території Республіки Крим та міста федерального значення Севастополь свої відділення банку.
У грудні 2015 року «Генбанк» був включений до списку санкцій США.
З лютого 2016 «Генбанк» став здійснювати надання брокерських послуг.
У серпні 2016 року «Генбанк» увійшов до складу вільної економічної зони на території республіки Крим.
У серпні 2017 року "Собінбанк " придбав 99,99 % акцій АТ «Генбанк». 10 серпня 2017 року Банком Росії було призначено тимчасову адміністрацію для управління Генбанком. До кінця 2017 року було знижено кількість позичок, що видаються клієнтам, за рахунок власних коштів сформовані резерви з фінансових втрат.
У серпні 2018 року «Генбанк» відмовився від випуску пластикових карток Visa і MasterCard і став використовувати лише платіжну систему МИР, але обслуговування інших банків, що використовують платіжні операції через Visa і MasterCard будуть відновлені.
У вересні 2018 року ЦБ РФ профінансував АТ «Генбанк» на суму 20 млрд рублів для оздоровлення банку після введених санкцій США в грудні 2015 року.
Станом на 2018 рік відділення банку були представлені на території Республіки Крим за винятком Красноперекопського, Раздольненського, Первомайського, Джанкойського та Сакського районів. Найбільша кількість відділень банку знаходиться на території міських округів Сімферополь, Ялта та Феодосія.
У лютому 2022 року «Генбанк» був включений до списку санкцій Великої Британії через визнання Росією самопроголошених ДНР і ЛНР.